# Salman Ahmad
Salman Ahmad (* 12. Dezember 1963 in Lahore) ist ein pakistanisch-amerikanischer Rockgitarrist.
Ahmad ist Gründer und Leadgitarrist der Sufi-Rockband Junoon, der ersten und einzigen Rockband Pakistans. Die Gruppe, die auf Urdu, Panjabi und Englisch singt, verbindet in ihren Texten den Sufismus mit aktuellen politischen Aussagen und verkaufte bereits mehr als 25 Millionen CDs. Seit 2001 tritt die Band in den USA auf. Bei der Zeremonie der Verleihung des Friedensnobelpreises 2007 trat Ahmad neben Alicia Keys, Melissa Etheridge und Annie Lennox auf. Am Queens College der City University of New York unterrichtet er muslimische Musik und Lyrik. Ahmad ist ausgebildeter Mediziner und setzt sich als Goodwill Ambassador von Rotary International für die Ausrottung der Poliomyelitis und die Bekämpfung von HIV/AIDS, den interreligiösen Dialog und die Aussöhnung zwischen Pakistan und Indien ein.